# 丹徒县
丹徒县，中国江苏的旧县名，在今镇江市，亦是丹徒区的前身。

## 历史沿革
其地古名朱方，后名谷阳。秦朝时置丹徒县。西汉时，属会稽郡。东汉时，会稽郡分出吴郡，属吴郡。孙吴时，分吴郡无锡以西为毗陵典農校尉。晋灭吴之后的太康二年（281年），省毗陵曲农校尉，为毗陵郡，郡治丹徒县，后复还毗陵縣。西晋永嘉五年（311年），因避讳东海王司马越世子司馬毗之名，改为晋陵郡。始自毗陵县迁治丹徒县。东晋太兴初年（318年或319年），毗陵郡及丹徒县的治所皆在京口。郗鉴复迁还丹徒县。义熙九年（413年），复还晋陵县。
刘宋元嘉八年（431年）立南徐州，以东海郡为治下，丹徒县属之，以岘西为郯县。隋朝开皇九年（589年），隋灭南陈，州郡并废，丹徒县废入延陵县，为延陵镇。唐朝武德三年（620年），杜伏威以延陵县改置丹徒县，属润州；延陵县还治故县，属茅州。曾属丹阳郡。
北宋时，润州升为镇江府，仍隶之。元朝时，属镇江路。明清时，为镇江府附郭县。清朝时，下有五镇：丹徒、高资、谏壁、大港、新丰。晚清时，县北二里为英租界。终清一朝，考评冲，繁，疲，难。
辛亥革命时，江苏独立，废府，丹徒县直属江苏省。1928年，改名为镇江县。1937年12月，镇江县沦陷于日军之手。日军在当地组织維持會，成立镇江自治委员会。1938年8月1日，镇江自治委员会正式改组为丹徒县公署。郭志诚任县知事。由此复名丹徒县:93。后，汪偽政權又复名镇江县。
1949年4月渡江战役开始后，解放军攻占镇江县后，设立中国人民解放军镇江市军事管制委员会。新政府分设市镇，分别是镇江市、丹徒县。初随镇江专区属苏南行署区，后属江苏省。1958年，曾撤销丹徒县，并入镇江市。1962年恢复。1970年，属镇江地区。1983年，属镇江市。2002年，丹徒县改置丹徒区。